# Pampa Hermosa (Ucayali)
Pampa Hermosa es una localidad peruana, capital de distrito de Pampa Hermosa, provincia de Ucayali, al sur del departamento de Loreto.

## Clima
| Parámetros climáticos promedio de Pampa Hermosa | Parámetros climáticos promedio de Pampa Hermosa | Parámetros climáticos promedio de Pampa Hermosa | Parámetros climáticos promedio de Pampa Hermosa | Parámetros climáticos promedio de Pampa Hermosa | Parámetros climáticos promedio de Pampa Hermosa | Parámetros climáticos promedio de Pampa Hermosa | Parámetros climáticos promedio de Pampa Hermosa | Parámetros climáticos promedio de Pampa Hermosa | Parámetros climáticos promedio de Pampa Hermosa | Parámetros climáticos promedio de Pampa Hermosa | Parámetros climáticos promedio de Pampa Hermosa | Parámetros climáticos promedio de Pampa Hermosa | Parámetros climáticos promedio de Pampa Hermosa |
| Mes                                             | Ene.                                            | Feb.                                            | Mar.                                            | Abr.                                            | May.                                            | Jun.                                            | Jul.                                            | Ago.                                            | Sep.                                            | Oct.                                            | Nov.                                            | Dic.                                            | Anual                                           |
| ----------------------------------------------- | ----------------------------------------------- | ----------------------------------------------- | ----------------------------------------------- | ----------------------------------------------- | ----------------------------------------------- | ----------------------------------------------- | ----------------------------------------------- | ----------------------------------------------- | ----------------------------------------------- | ----------------------------------------------- | ----------------------------------------------- | ----------------------------------------------- | ----------------------------------------------- |
| Temp. máx. media (°C)                           | 30.2                                            | 30                                              | 29.7                                            | 29.2                                            | 28.6                                            | 29.9                                            | 28.6                                            | 30.4                                            | 31                                              | 30.7                                            | 30.1                                            | 30.1                                            | 29.9                                            |
| Temp. media (°C)                                | 25.8                                            | 25.7                                            | 25.4                                            | 25.2                                            | 24.8                                            | 24.3                                            | 24.3                                            | 25.4                                            | 26                                              | 26                                              | 25.8                                            | 25.8                                            | 25.4                                            |
| Temp. mín. media (°C)                           | 23                                              | 22.6                                            | 19.2                                            | 22.6                                            | 22.1                                            | 21.6                                            | 21.3                                            | 21.8                                            | 22.5                                            | 23                                              | 23                                              | 23.1                                            | 22.2                                            |
| Fuente: climate-data.org                        |                                                 |                                                 |                                                 |                                                 |                                                 |                                                 |                                                 |                                                 |                                                 |                                                 |                                                 |                                                 |                                                 |